# Chiesa di Santo Spirito (Castellammare di Stabia)
La chiesa di Santo Spirito, conosciuta anche come chiesa della Maddalena, è una chiesa ubicata a Castellammare di Stabia, nella frazione di Quisisana. È sede parrocchiale e regge il santuario di Santa Maria della Sanità.

## Storia
La chiesa fu edificata per volere di Roberto d'Angiò nel 1335, divenendo la cappella della vicina reggia di Quisisana. Nel 1847 l'interno complesso venne venduto dai Savoia al comune di Castellammare di Stabia.
Nel 1980 la chiesa venne chiusa a seguito dei danni riportati durante il terremoto: i lavori di ristrutturazione cominciarono nel 1988 per terminare nel 2002, anno in cui venne riaperta al pubblico.

## Descrizione
La facciata presenta al centro l'unico portale d'ingresso e termina a timpano. Internamente è a croce greca, in stile rinascimentale: all'incrocio dei quattro bracci, tutti con volte a botte, è posta la cupola, mentre altre due cupole più piccole insistono sui due bracci laterali dove si aprono due cappelle. Il presbiterio ha forma semicircolare.